# Азриэли, Давид Джошуа
Давид Джошуа Азриэли (англ. David Joshua Azrieli, ивр. דוד עזריאלי‎; 10 мая 1922, Маков — 9 июля 2014) — канадский и израильский архитектор, строитель, застройщик и филантроп.

## Биография
Давид Азрылевич родился в Польше, в еврейской семье.
Во время Второй мировой войны его родители погибли в лагерях смерти, но ему удалось бежать в СССР. В Узбекистане он вступил в армию Андерса, служил в Иране, откуда, прикинувшись глухонемым арабом, перебрался в Ирак, а затем, с помощью Моше Даяна и Энцо Серени, в 1942 году был переправлен в подмандатную Палестину вместе с грузом оружия. Изучал архитектуру в Хайфском Технионе в 1943—1946 годах. В эти годы он узнал, что после войны из всей его семьи в живых остался только его брат. Воевал в арабо-израильской войне в 1948 году, был ранен в боях за Латрун и прорыв блокады осаждённого Иерусалима.
Иммигрировал в Монреаль, Канада, в 1954 году, и основал там свою строительную фирму. Проектировал вначале небольшие жилищные дуплексы, затем перешел к строительству многоэтажных жилых домов, и окончательно — торговых центров. В возрасте 75 лет получил диплом архитектора в университете Carleton. Проектировал и строил торговые центры, высотные офисы и жилые здания в Канаде, США, и Израиле.
Филантропическая деятельность Азриэли осуществляется посредством «Фонда Азриэли», основанного в 1989 году. Фонд поддерживает широкий спектр инициатив и программ в области образования, архитектуры, искусства, исследования Холокоста, научных и медицинских исследований. В рамках программы Еврейского национального фонда по озеленению и развитию Негева в феврале 2014 года открылся парк Азриэли в Сдероте, который был создан благодаря пожертвованиям Фонда. Давид Азриэли присутствовал на открытии парка и выразил уверенность в том, что парк станет прекрасным местом отдыха для жителей города.